# Miguel de Roda
Miguel de Roda y Roda (Turón, Granada, 24 de enero de 1808 - Granada, 19 de julio de 1864) fue un abogado y político español, diputado, senador, alcalde de Granada y ministro de Fomento en el reinado de Isabel II.
Hijo de Nicolás de Roda y de Francisca de Roda una familia de hacendados en Turón.
Estuvo siempre vinculado al liberalismo progresista. En 1836 era comandante del primer batallón de la Milicia Nacional de Granada y apoyó el motín de la Granja de San Ildefonso. Fue elegido diputado por Granada en las elecciones de 1836, 1837, 1839, 1840, 1841, 1843, 1846, 1851, 1853 y 1854, como representante del sector moderado del Partido Progresista, y senador vitalicio desde 1858. Cuando se produjo la Vicalvarada (1854) fue ministro de Fomento en el brevísimo gabinete del Duque de Rivas y ministro interino durante unos meses con Baldomero Espartero.
Falleció en Granada el 19 de julio de 1864, a causa de hidropesía general y sus restos fueron inhumados en el cementerio de San José de Granada. En 2021, ante la inminente exhumación de los restos para pasarlos a una fosa común por haber caducado los derechos administrativos del nicho, el Centro Artístico, realizó gestiones para que los restos no fueran exhumados o en su caso fueran enterrados en el panteón de granadinos ilustres construido en el mismo cementerio.